# 17 septembrie
ianuarie • februarie • martie  • aprilie  • mai  • iunie  • iulie  • august  • septembrie  • octombrie  • noiembrie  • decembrie
17 septembrie este a 260-a zi a calendarului gregorian și a 261-a zi în anii bisecți. Mai sunt 105 zile până la sfârșitul anului. 

## Evenimente

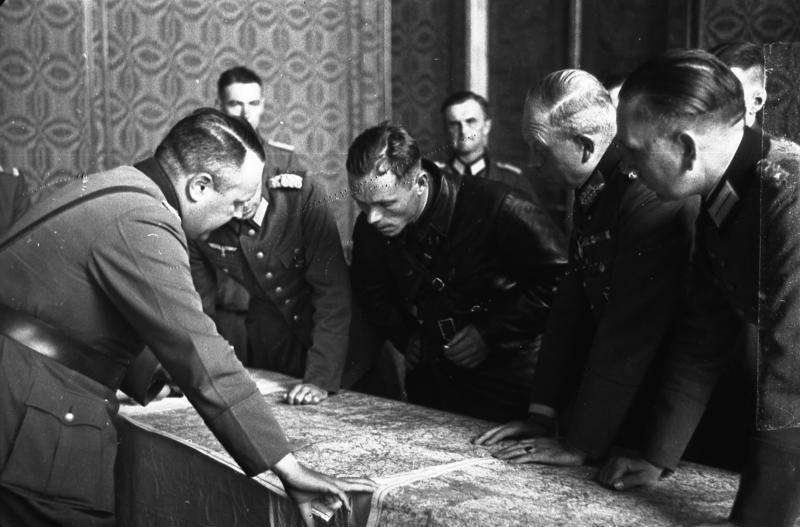
1939: Armata sovietică a invadat Polonia dinspre est, la șaisprezece zile după ce Germania Nazistă a atacat-o dinspre vest.

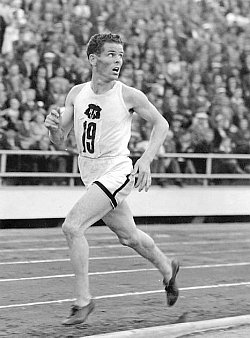
1939: Finlandezul Taisto Mäki devine primul om care a alergat 10.000 de metri în mai puțin de 30 de minute, mai exact: 29:52.6

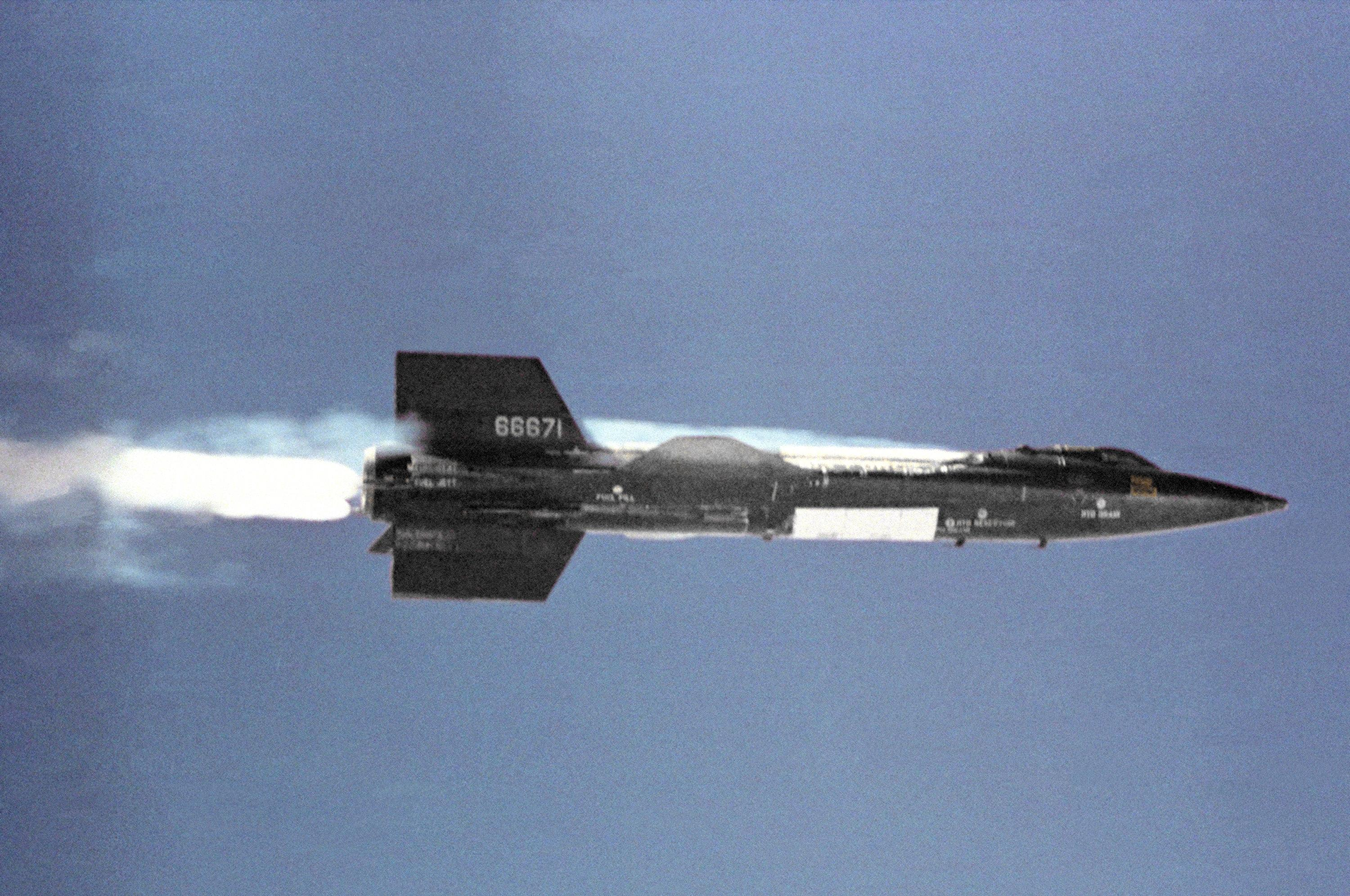
1959: Avionul experimental North American X-15 propulsat de un motor rachetă zboară pentru prima dată.

- 1382: Fiica regelui Ludovic cel Mare al Ungariei, Maria, este încoronată „rege” al Ungariei.
- 1577: Se încheie pacea de la Bergerac, între regele Franței, Henric al III-lea și hughenoți.[1]
- 1620: Imperiul Otoman învinge Uniunea statală polono-lituaniană (sprijinită de trupele Moldovei) în timpul Bătăliei de la Țuțora.
- 1630: Este fondat orașul Boston, Massachusetts.
- 1683: Antonie van Leeuwenhoek scrie o scrisoare către Royal Society descriind „animalcules” (cunoscute mai târziu sub numele de protozoare).[2]
- 1775: Războiul de Independență al Statelor Unite ale Americii: Invazia Canadei începe cu Asediul de la Siege of Fort St. Jean.
- 1787: Convenția Constituțională din Philadelphia a adoptat forma finală a Constituției Statelor Unite ale Americii.
- 1789: Astronomul britanic de origine germană William Herschel a descoperit un satelit al planetei Saturn, pe care mai târziu îl va numi Mimas.
- 1859: Joshua A. Norton se autodeclară "împăratul Norton I" al Statelor Unite.
- 1908: Când avionul cu două locuri Wright Model A pilotat de Orville Wright s-a prăbușit, pasagerul Thomas Selfridge este ucis; el este prima persoană care a fost ucisă într-un accident de avion.
- 1911: La Viena are loc o revoltă în rândul muncitorilor împotriva prețurilor ridicate la alimente, care este suprimată violent de militari. Pentru prima dată din 1848, focul este deschis din nou asupra manifestanților din Viena. Trei persoane sunt ucise și 149 rănite.[3][4]
- 1916: Primul Război Mondial: Manfred von Richthofen ("Baronul Roșu"), un as al zborului Luftwaffe german, câștigă prima sa luptă aeriană lângă Cambrai, Franța.
- 1917: Arestat de către guvernul țarist, revoluționarul rus Lev Davidovici Troțki este eliberat în urma Afacerii Kornilov.
- 1939: Al Doilea Război Mondial: Armata sovietică a invadat Polonia dinspre est, la șaisprezece zile după ce Germania Nazistă a atacat-o dinspre vest.
- 1939: Al Doilea Război Mondial: Submarinul german U-boot U 29 scufundă portavionul britanic HMS Courageous cu două lovituri de torpile; la bord erau peste 500 de oameni.
- 1939: Finlandezul Taisto Mäki devine primul om care a alergat 10.000 de metri în mai puțin de 30 de minute, mai exact: 29:52.6
- 1940: Al Doilea Război Mondial: Plănuita invadare a Angliei (nume de cod Operațiunea Sealion) de către trupele germane se va amâna pe termen nelimitat din cauza opoziției masive a Royal Air Force.
- 1944: Al Doilea Război Mondial: Armata a IV-a română poartă lupte grele pentru forțarea Mureșului în centrul Transilvaniei, în zona Oarba de Mureș - Dealul Sângiorgiu - Iernut, zdrobind rezistența înverșunată și bine organizată a armatelor germano-ungare.
- 1948: Diplomatul suedez Contele Folke Bernadotte este asasinat la Ierusalim de către extremiști evrei.
- 1959: Avionul experimental North American X-15 propulsat de un motor rachetă zboară pentru prima dată.
- 1974: Bangladesh, Grenada și Guinea-Bissau devin membre ale Națiunilor Unite.
- 1978: Președintele Egiptului Anwar Al-Sadat și prim-ministrul Israelului Menachem Begin au semnat Acordurile de la Camp David.
- 1980: Fostul președinte nicaraguan Anastasio Somoza Debayle este ucis la Asunción, Paraguay.
- 1983: Vanessa Williams devine prima afro-americană Miss America.
- 1987: Papa Ioan Paul al II-lea îmbrățișează un băiat infestat cu SIDA în timpul vizitei la San Francisco.
- 1988: Se deschide la Seul a XXIV-a ediție a Jocurilor Olimpice de vară.
- 1991: Estonia, Coreea de Nord, Coreea de Sud, Letonia, Lituania, Insulele Marshall și Micronezia se alătură Națiunilor Unite (ONU).
- 1991: Linus Torvalds lansează prima versiune Linux (Versiunea 0.01).
- 1993: Se lansează în Europa, Cartoon Network/TNT Classic Movies (redenumit în 1999, TCM, si după aceea în România și Polonia, TNT, în 2015)
- 2006: O casetă audio a unui discurs privat al prim-ministrului maghiar Ferenc Gyurcsány este difuzată publicului, în care acesta a mărturisit că Partidul Socialist Maghiar, al cărui președinte fusese, a mințit pentru a câștiga alegerile din 2006, provocând proteste pe scară largă în toată țara.
- 2013: Jocul video Grand Theft Auto V câștigă peste jumătate de miliard de dolari în prima zi de lansare.[5]

## Nașteri
- 0879: Carol al III-lea al Franței (d. 929)
- 1550: Papa Paul al V-lea (d. 1621)
- 1688: Maria Louisa de Savoia, regină a Spaniei (d. 1714)
- 1743: Marchizul de Condorcet, matematician francez (d. 1794)
- 1820: Émile Augier, dramaturg francez (d. 1889)
- 1826: Bernhard Riemann, matematician german (d. 1866)
- 1854: David Dunbar Buick, om de afaceri scoțiano-american, fondatorul companiei Buick Motor (d. 1929)

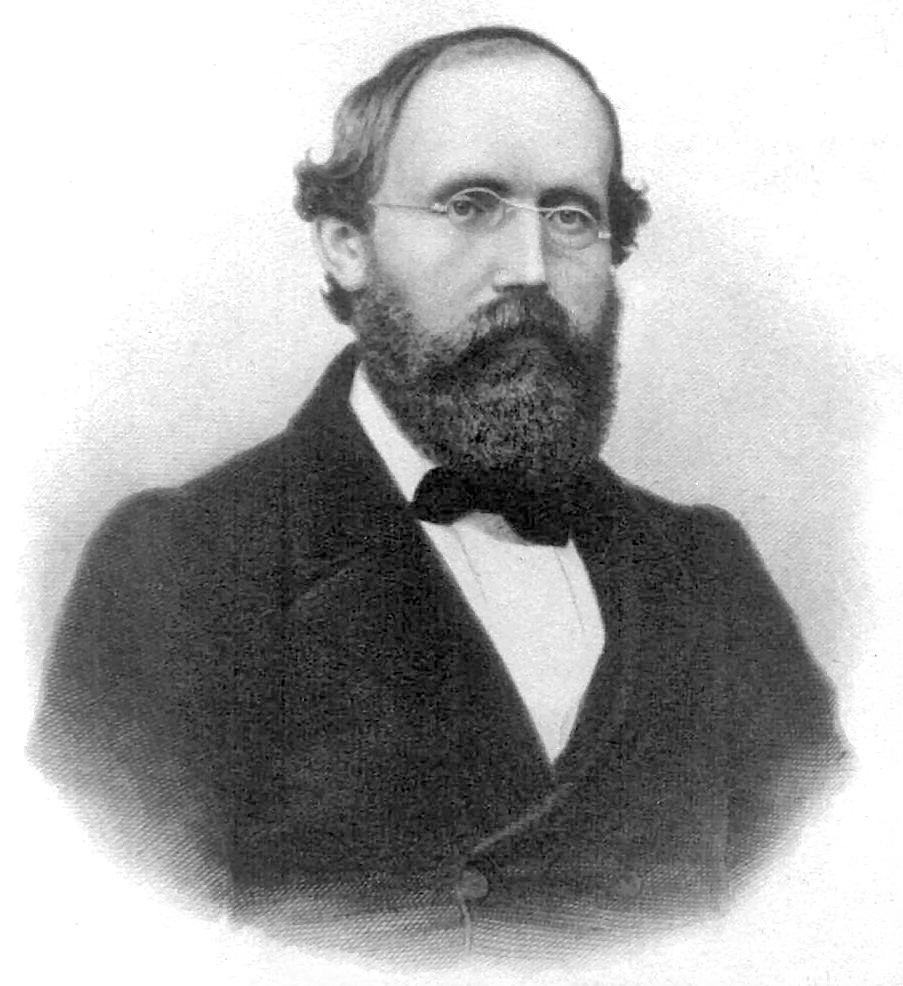
Bernhard Riemann, matematician german
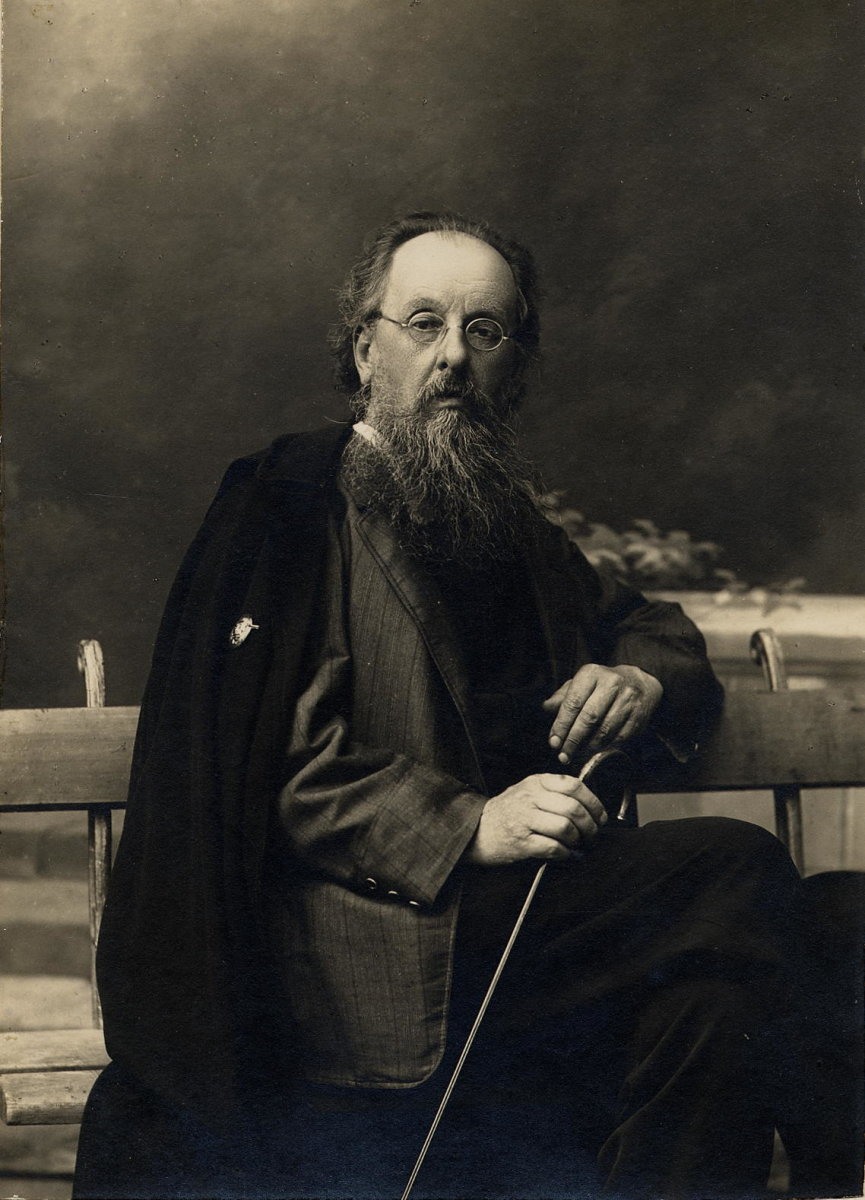
Konstantin Țiolkovski, savant rus
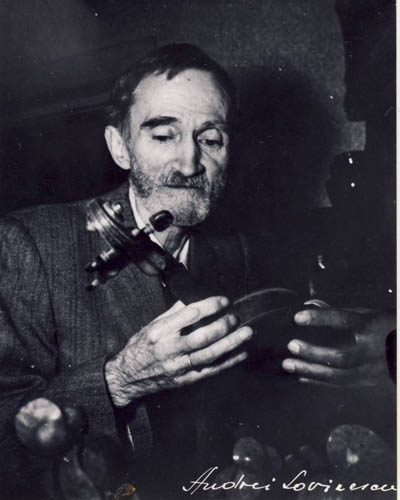
George Bacovia, poet român

- 1856: Moses Gaster, istoric literar și folclorist român de etnie evreiască (d. 1939)
- 1857: Konstantin Țiolkovski, savant rus (d. 1935)
- 1869: Christian Lous Lange, istoric, profesor și politolog norvegian, laureat Nobel (d. 1938)
- 1881: George Bacovia, poet român (d. 1957)
- 1901: Alexandru Cosmovici, compozitor și muzicolog român (d. 1995)
- 1902: Aurel Bordenache, pictor, sculptor și grafician român (d. 1987)
- 1929: Stirling Moss, pilot englez de Formula 1 (d. 2020)
- 1931: Jean-Claude Carrière, scenarist și actor francez (d. 2021)
- 1931: Anne Bancroft, actriță americană (d. 2005)
- 1935: Ken Kesey, scriitor american (d. 2001)
- 1937: Ilarion Ionescu-Galați, dirijor român
- 1949: Dan Matei Agathon, politician român (d. 2023)
- 1950: Narendra Modi, politician indian, prim-ministru al Indiei (2014-prezent)
- 1951: Dan Ciachir, scriitor, memorialist și publicist român
- 1953: Valentin Teodosiu, actor român
- 1959: Florentin Crihălmeanu, episcop român unit (d. 2021)
- 1960: Dorina Mihăilescu, politician român
- 1960: Damon Hill, pilot de curse englez, campion de Formula 1
- 1968: Emil Radu Moldovan, politician român
- 1969: Keith Flint, cântăreț-compozitor englez (The Prodigy)
- 1985: Tupoutoʻa ʻUlukalala, prinț moștenitor al Tonga
- 1991: Scott Hoying, cântăreț și vlogger american
- 1996: Duje Ćaleta-Car, fotbalist croat
- 1996: Olivia Addams, cântăreață română
- 2008: Mia Talerico, actriță americană

## Decese
- 1322: Robert al III-lea de Flandra (n. 1249)
- 1621: Robert Bellarmin, cardinal, unul dintre cei 33 Doctori ai Bisericii
- 1665: Filip al IV-lea al Spaniei (n. 1605)
- 1863: Alfred Victor de Vigny, scriitor, dramaturg, poet francez (n. 1797)
- 1823: Gheorghe Lazăr, pedagog român (n. 1779)
- 1924: John Martin Schaeberle, astronom german și american (n. 1853)

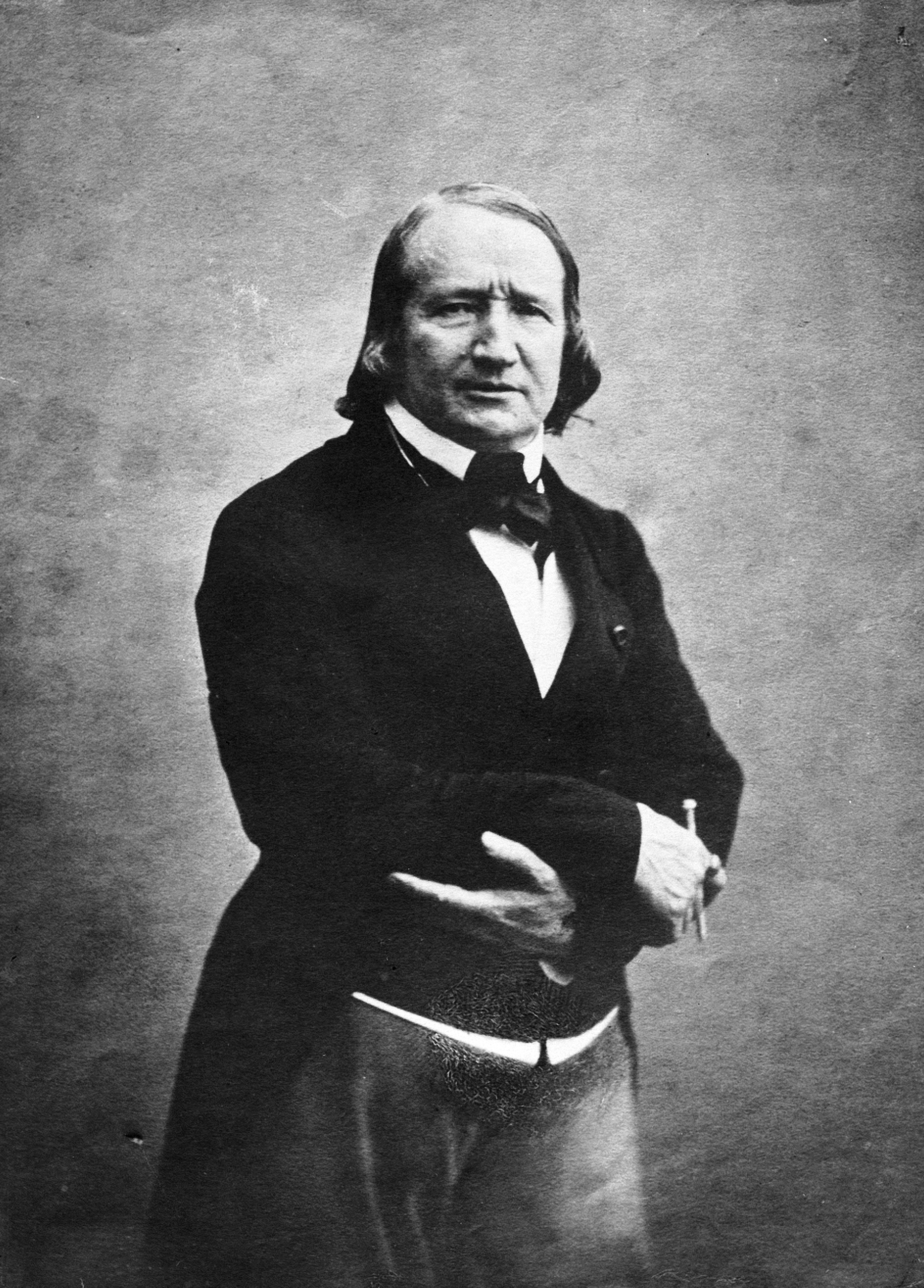
Alfred Victor de Vigny, scriitor, dramaturg, poet francez
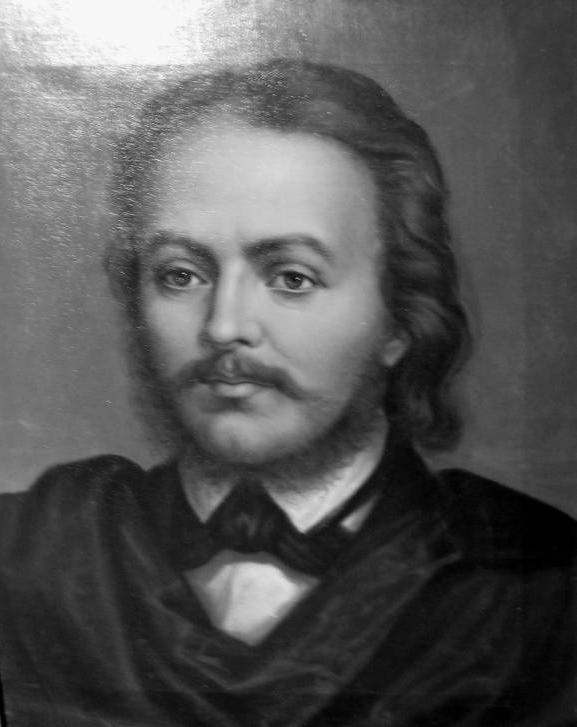
Gheorghe Lazăr, pedagog român
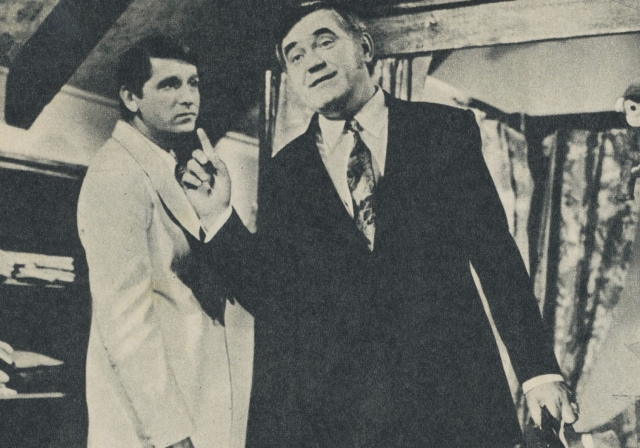
Dem Rădulescu, actor român

- 1947: Ádám Abet, scriitor, poet, jurnalist și traducător maghiar (n. 1867)
- 1948: Folke Bernadotte, diplomat suedez (n. 1895)
- 1958: Friedrich Paneth, chimist britanic de origine austriacă (n. 1887)
- 1965: Alejandro Casona, dramaturg și poet spaniol (n. 1903)
- 1984: Richard Basehart, actor american (n. 1914)
- 1984: Iuri Vizbor, cantautor, jurnalist sovietic (n. 1934)
- 1997: Arșavir Acterian, avocat și scriitor român de etnie armeană (n. 1907)
- 2000: Dem Rădulescu, actor român (n. 1931)
- 2013: Eiji Toyoda, industriaș japonez (n. 1913)
- 2016: Elena Greculesi, pictoriță română (n. 1928)
- 2017: Lascăr Pană, antrenor român de handbal (n. 1934)
- 2021: Dorin Anastasiu, cântăreț român de muzică ușoară (n. 1943)
- 2021: Ioan Avarvarei, politician român (n. 1941)
- 2021: Abdelaziz Bouteflika, om politic algerian, fost președinte al Algeriei (n. 1937)

## Sărbători
- Sf. Mc. Sofia și fiicele sale Pistis, Elpis și Agapi (calendar ortodox)
- Sf. Hildegard von Bingen (d. 1179) și Sf. Robert Bellarmin (d. 1621) (calendar romano-catolic)